# Cerastium velutinum
Cerastium velutinum là loài thực vật có hoa thuộc họ Cẩm chướng. Loài này được Raf. mô tả khoa học đầu tiên năm 1808.